# Frithiof Brandt
 Der er for få eller ingen kildehenvisninger i denne artikel, hvilket er et problem. Du kan hjælpe ved at angive troværdige kilder til de påstande, som fremføres i artiklen.

Frithiof Brandt (23. maj 1892 i Horsens – 20. oktober 1968 i Dianalund) var en dansk filosof.
Brandt blev dr.phil. og professor i filosofi 1922 og virkede som sådan til 1958. I sin doktorafhandling Den mekaniske Naturopfattelse hos Thomas Hobbes (1921, engelsk 1928), fulgte Brandt tilblivelsen af Thomas Hobbes' naturfilosofi og tegnede hans udvikling fra skolastisk til moderne matematisk tænkemåde. Senere beskæftigede Brandt sig med Søren Kierkegaard for at belyse det miljø som havde haft betydning for hans forfatterskab og udgav 1929 Den unge Søren Kierkegaard.

## Udvalgt bibliografi
- Frithiof Brandt (april 1935), "Søren Kierkegaard og Mozarts Don Juan", Theoria, 1 (1-2): 83-120, doi:10.1111/J.1755-2567.1935.TB01062.X, Wikidata  Q95440360
- Frithiof Brandt (april 1949), "The great earthquake in Søren Kierkegaard's Life", Theoria, 15 (1-3): 38-53, doi:10.1111/J.1755-2567.1949.TB00138.X, Wikidata  Q95440974